# فريدريك س. كلاين
فريدريك س. كلاين (بالإنجليزية: Frederick C. Klein)‏ هو صحفي أمريكي، ولد في 1938.